# Полк (окръг, Флорида)
Вижте пояснителната страница за други значения на Полк.
Окръг Полк (на английски: Polk County) е окръг в щата Флорида, Съединени американски щати. Площта му е 5206 km², а населението - 561 606 души. Административен център е град Бартоу.